# Љубљана је љубљена
„Љубљана је љубљена” је словеначки филм из 2005. године. Режирао га је Матјаж Клопчич који је написао и сценарио.

## Улоге
| Глумац                 | Улога             |
| ---------------------- | ----------------- |
| Иво Бан                | Краљ              |
| Полде Бибич            | Мартин Крпан      |
| Деметер Битенц         | Шеф Вич           |
| Тони Чахунек           | Тискарски вајенец |
| Барбара Церар          | Соња              |
| Славко Церјак          | Отац              |
| Наташа Барбара Грацнер | Анита             |
| Кристијан Гуцек        | Отон              |
| Ива Крајнц             | Марјана           |

Остале улоге ▼
| Глумац           | Улога   |
| ---------------- | ------- |
| Иванка Мезан     | Ширли   |
| Вања Плут        | Чипа    |
| Зала Линеа Рутар | Девојка |
| Игор Самобор     | Ђорђо   |
| Маја Гал Стромар | Славка  |
| Корбар Злајпах   | Мајка   |